# غريفين دورسي
غريفين دورسي (بالإنجليزية: Griffin Dorsey)‏ هو لاعب كرة قدم أمريكي، ولد في 5 مارس 1999 في Evergreen, Colorado ‏ في الولايات المتحدة. لعب مع نادي تورونتو.

## وصلات خارجية
- غريفين دورسي على موقع الدوري الأمريكي (الإنجليزية)
- غريفين دورسي على موقع قاعدة بيانات كرة القدم.إي يو (الإنجليزية)
- غريفين دورسي على موقع Soccerway.com (الإنجليزية)